# Barkentin

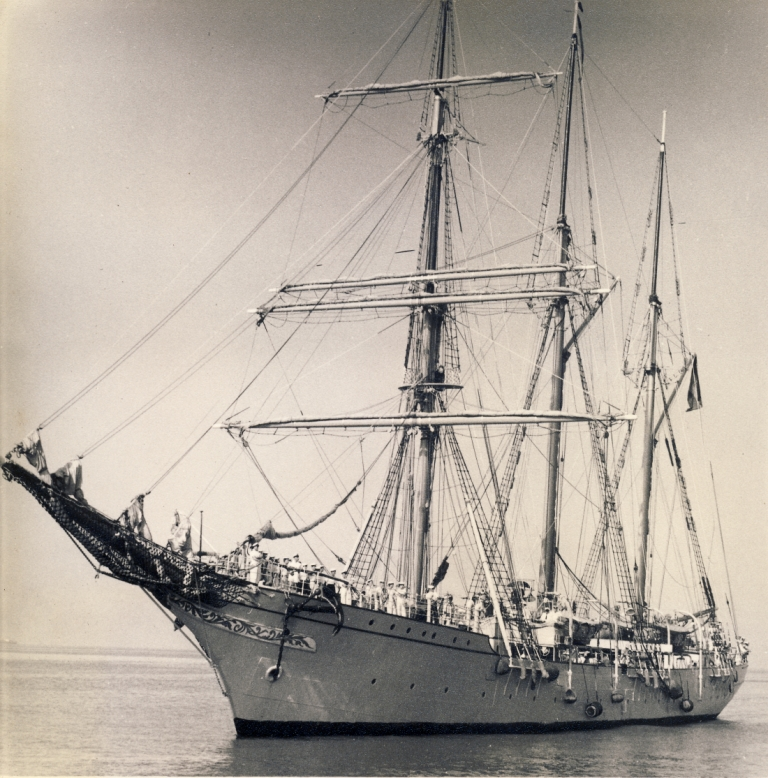
barkentin

barkentin rajza

A barkentin vitorlás hajótípus. Három árbóccal építették, de keresztvitorlát csak az első (elő-) árbócán hordott, a hátsó két árbócon (a fő- és a tatárbócon) ágvitorlázattal hajózott. A vitorlák mellett gőzgépet is építhettek rá, ilyen volt például Ernest Shackleton hajója, az Endurance is, melyet a birodalmi transzantarktiszi expedíció során használt.

## Barkentinek
- Gazela Primeiro, 1901-ben épült hajó
- Concordia, gyakorlóhajó, 2010-ben süllyedt el
- Transit,
- Peacemaker, 1989-ben bocsátották vízre
- Esmeralda, a chilei tengerészet gyakorlóhajója